# Zygmunt Wojtaszek
Prof. dr hab. Zygmunt Wojtaszek (ur. 1 października 1929 w Dzieszkowicach Woli, zm. 27 stycznia 2021 w Warszawie) – polski nauczyciel akademicki Szkoły Głównej Gospodarstwa Wiejskiego w Warszawie, wykładowca Wyższej Szkoły Biznesu i Przedsiębiorczości w Ostrowcu Świętokrzyskim, autor licznych prac naukowych, książek i skryptów. Odznaczony m.in. Krzyżem Kawalerskim Orderu Odrodzenia Polski, Srebrnym Krzyżem Zasługi, Medalem Komisji Edukacji Narodowej, Odznaką Honorową „Za Zasługi dla SGGW”.
W 1949 zdał maturę w Państwowym Liceum Gospodarstwa Wiejskiego w Lublinie, w 1953 uzyskał stopień inżyniera rolnictwa na UMCS w Lublinie; a w 1954 magistra inżyniera ekonomiki rolnictwa na SGGW. W latach 1955–1959 odbył studia doktoranckie w Państwowym Instytucie Ekonomicznym w Moskwie i w SGGW w Warszawie w 1960 uzyskał stopień doktora nauk rolno-leśnych w SGGW. W 1966 został doktorem habilitowanym w zakresie ekonomiki rolnictwa na Wydziale Ekonomiczno-Rolniczym SGGW; 1967 docent etatowy w Katedrze Ekonomiki i Organizacji Gospodarstw Rolniczych w SGGW; 1976 profesor nadzwyczajny nauk rolniczych; 1992 otrzymał tytuł profesora zwyczajnego.